# Mont Belvieu
Mont Belvieu és una població dels Estats Units a l'estat de Texas. Segons el cens del 2000 tenia 2.324 habitants.

## Demografia
Segons el cens del 2000, Mont Belvieu tenia 2.324 habitants, 805 habitatges, i 664 famílies. La densitat de població era de 61,8 habitants/km².
Dels 805 habitatges en un 49,1% hi vivien nens de menys de 18 anys, en un 69,2% hi vivien parelles casades, en un 8,6% dones solteres, i en un 17,4% no eren unitats familiars. En el 15% dels habitatges hi vivien persones soles el 4% de les quals corresponia a persones de 65 anys o més que vivien soles. El nombre mitjà de persones vivint en cada habitatge era de 2,88 i el nombre mitjà de persones que vivien en cada família era de 3,19.
Per edats la població es repartia de la següent manera: un 31,5% tenia menys de 18 anys, un 7,3% entre 18 i 24, un 32,2% entre 25 i 44, un 23,5% de 45 a 60 i un 5,6% 65 anys o més.
L'edat mediana era de 33 anys. Per cada 100 dones de 18 o més anys hi havia 97 homes.
La renda mediana per habitatge era de 54.732 $ i la renda mediana per família de 64.808 $. Els homes tenien una renda mediana de 47.614 $ mentre que les dones 29.537 $. La renda per capita de la població era de 22.415 $. Aproximadament el 6,4% de les famílies i el 7,4% de la població estaven per davall del llindar de pobresa.

## Poblacions més properes
El següent diagrama mostra les poblacions més properes.